# 藤井義将
藤井 義将（ふじい よしまさ、1929年7月1日 - 2015年2月26日）は、福岡県小郡市出身の元プロゴルファー。
息子の藤井久隆もプロゴルファー。
孫の藤井千夏は現役の女子プロゴルファー。

## 略歴
12歳からゴルフを始め、プロゴルファーの兄・武人の指導の下、大保GCで練習を重ねる。兵隊から戻り、武人の後を追って1951年に福岡カントリー倶楽部和白コースから21歳でプロ入りし、赤星四郎に出会い基本を学ぶ。1962年に霞ヶ関カントリークラブとトーナメントプロとしての年間契約を締結 し、プロ契約第一号となる。従来のゴルフ場専属ではなく、トーナメント中心で活動する新しいスタイルの先駆けとなった 。当時、会員制のゴルフ倶楽部で育ったプロの業務は、会員向けのレッスンやコース管理の助言などが主なものであったが、トーナメントプロとしてゴルフ場と雇用契約を結ぶのは異例であった。当時のプロを対象にした競技の数が少なく、今日とは違い手にした賞金では生計は立てにくかった。霞ヶ関CCを拠点に関東のプロゴルフ界で活躍した後、故郷・福岡に新設された玄海ゴルフ倶楽部に移籍し、以降は九州を拠点にする 。広いスタンスからの豪快な切れ味鋭いショット、強気のプレーで「玄海の荒法師」の異名を取り、1970年には西日本オープンを制覇。1971年の日本オープンでは雨中の接戦で杉本英世とのプレーオフの末、42歳で初のビッグタイトルを獲得。試合後にプロ仲間が帝国ホテルで祝勝会をするため、当時霞ケ関CCに所属していた息子の久隆も呼ばれて駆け付けたが、当の藤井本人は「疲れたから」という理由で九州に帰ってしまった。
シニア入り後も日本プロシニアを初めとする数々のタイトルを獲得し、レギュラー時代と合わせて23勝を挙げている。日本プロシニア（50歳以上）2連覇（1979年, 1980年）、関西プロシニア3連覇（1980年 - 1982年）、日本プログランドシニア（60歳以上）3勝（1989年, 1990年, 1992年）、関西プログランドシニア4連覇（1989年 - 1992年）を達成し、1994年の鳳凰カップスーパーシニアでは65歳65Sのエージシュートを決める。
また、九州で多くの後進を育てたことでも知られ、門下生には上田鉄弘・尾崎将司・秋富由利夫・藤池昇・友利勝良がおり、尾崎が西鉄の選手からプロゴルファーを目指した際に最初に門を叩いたのが藤井であった。
1973年には初代理事長麻生太賀吉の強い要請を受け、麻生飯塚ゴルフ倶楽部のコース設計を担当。野草が生え放題となっていた跡地のボタ山の利用に頭を悩ます太賀吉に、長男で、後に2代目理事長となる麻生太郎が「ゴルフ場にしたら綺麗になるんじゃないの、鉱害もあまり関係ないし」とまったくの思いつきで放った一言が、このコースのスタートになった。藤井は設計する際、雑草が生い茂り、埃が舞っていたボタ山を如何に美しく変身させるか、ストレートなコースにまとめ上げるか、心を砕いた。
1969年から1975年にかけては関西プロゴルフ協会理事、1976年から1988年にかけて関西プロゴルフ協会副会長、1974年から1988年にかけて日本プロゴルフ協会理事を務め、1989年には日本プロスポーツ功労賞、2004年には文部科学省スポーツ功労者顕彰を受けている 。
晩年は九州プロゴルフ研修会相談役を務め、2015年2月26日午前6時59分、心不全のため福岡市内の病院で死去。享年85歳。葬儀は家族葬で営まれ、お別れ会は3月22日午後1時からホテルオークラ福岡で開かれた。
2018年には金井清一、吉川なよ子と共に第6回日本プロゴルフ殿堂入りを果たす。

## 主な優勝

### レギュラー
- 1964年 - グランドマンスリー
- 1966年 - 西日本オープン
- 1971年 - 日本オープン

### シニア
- 1979年 - 日本プロシニア
- 1980年 - 日本プロシニア、関西プロシニア
- 1981年 - 関西プロシニア
- 1982年 - 関西プロシニア
- 1984年 - 関西プロシニア
- 1989年 - 日本プログランドシニア、関西プログランドシニア
- 1990年 - 日本プログランドシニア、関西プログランドシニア
- 1991年 - 関西プログランドシニア
- 1992年 - 日本プログランドシニア、関西プログランドシニア